# Nedre Ärtsjön
Nedre Ärtsjön är en sjö i Falu kommun i Dalarna och ingår i Dalälvens huvudavrinningsområde. Sjön har en area på 0,0756 kvadratkilometer och ligger 171,2 meter över havet. Vid provfiske har abborre, gädda, mört och ruda fångats i sjön.

## Delavrinningsområde
Nedre Ärtsjön ingår i det delavrinningsområde (673402-147907) som SMHI kallar för Utloppet av Övre Ärtsjön. Medelhöjden är 189 meter över havet och ytan är 2,64 kvadratkilometer. Det finns ett avrinningsområde uppströms, och räknas det in blir den ackumulerade arean 14,09 kvadratkilometer. Gravån som avvattnar avrinningsområdet har biflödesordning 4, vilket innebär att vattnet flödar genom totalt 4 vattendrag innan det når havet efter 248 kilometer. Avrinningsområdet består mestadels av skog (83 procent). Avrinningsområdet har 0,2 kvadratkilometer vattenytor vilket ger det en sjöprocent på 7,6 procent. Bebyggelsen i området täcker en yta av 0,08 kvadratkilometer eller 3 procent av avrinningsområdet.